# MC Lyte

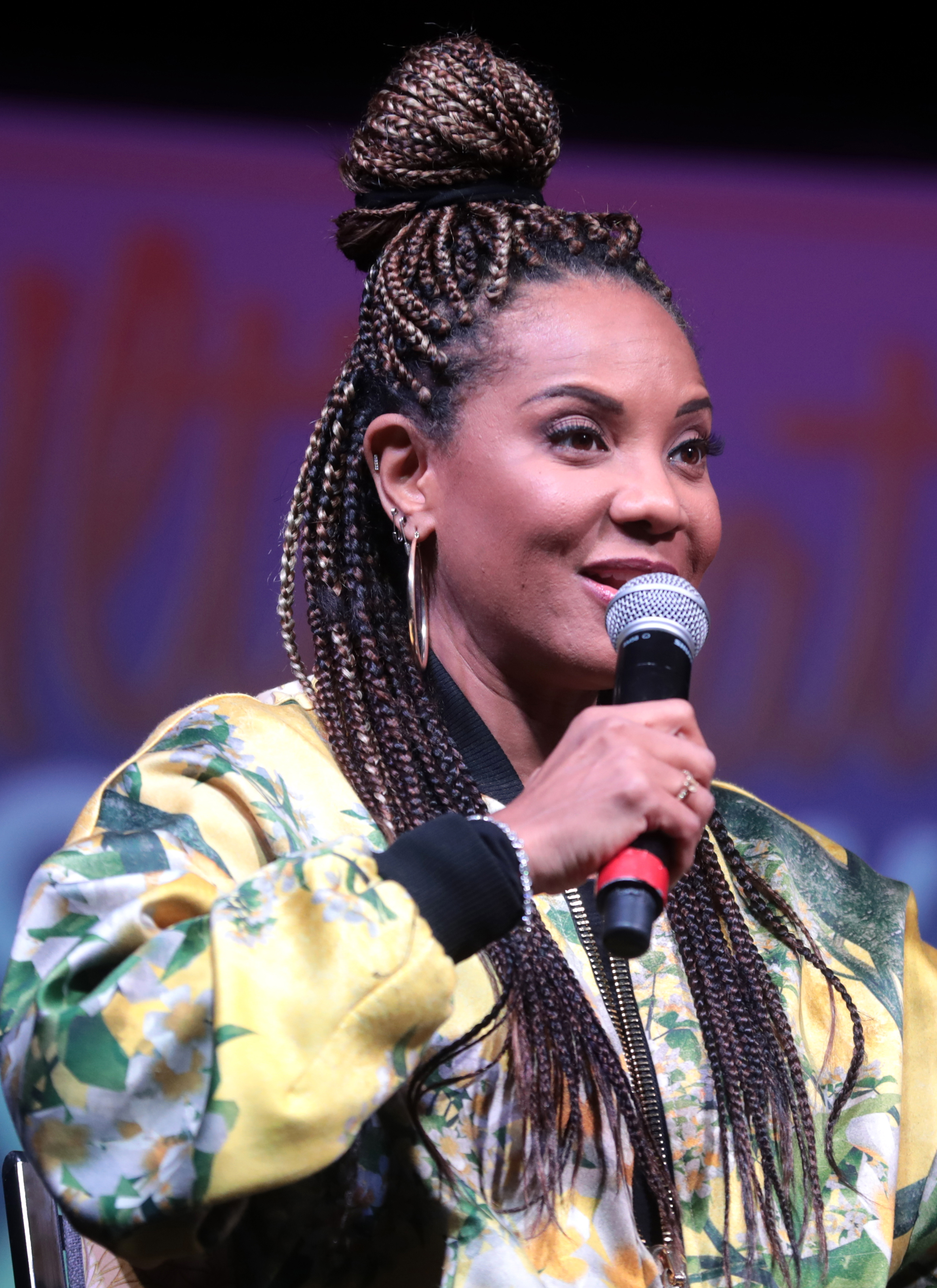
MC Lyte oktober 2019.

MC Lyte, född Lana Michelle Moorer 11 oktober 1970, är en amerikansk rappare som blev känd i slutet av 1980-talet. Hon släppte sitt debutalbum Lyte as a Rock 1988. En av hennes mest populära singlar heter Cold Rock a Party.